# Zamboanga City

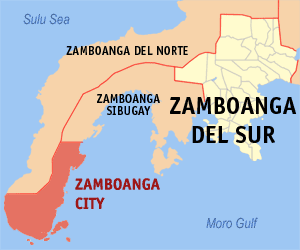
Zamboanga Citys läge i Zamboanga del Sur

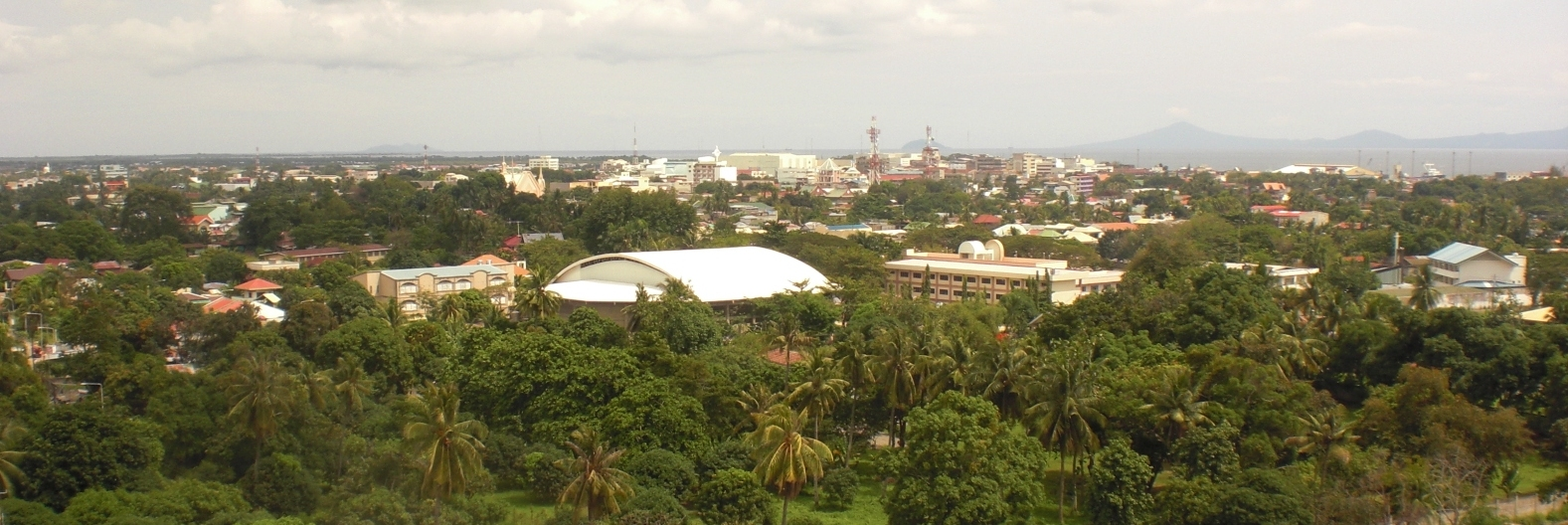

Zamboanga City är en stad i Filippinerna i provinsen Zamboanga del Sur. Den är belägen i regionen Zamboangahalvön på ön Mindanao och har 601 794 invånare (folkräkning 1 maj 2000), vilket gör den till en av de största städerna i landet utanför Metro Manila.
Staden är indelad i 98 smådistrikt, barangayer, varav 54 är klassificerade som landsbygdsdistrikt och 44 som tätortsdistrikt.